# Maorimorpha secunda
Maorimorpha secunda är en snäckart som beskrevs av Powell 1942. Maorimorpha secunda ingår i släktet Maorimorpha och familjen kägelsnäckor. Inga underarter finns listade i Catalogue of Life.